# Neumann (cràter)
Neumann és un cràter d'impacte en el planeta Mercuri de 122 km de diàmetre. Porta el nom de l'arquitecte alemany Johann Balthasar Neumann (1687-1753), i el seu nom va ser aprovat per la Unió Astronòmica Internacional el 1976.